# Russula xerampelina
Russula xerampelina é um fungo que pertence ao gênero de cogumelos Russula na ordem Russulales. Os corpos de frutificação aparecem em florestas de coníferas no outono no norte da Europa e América do Norte. Seus chapéus são coloridos de vários tons de vermelho-vinho, roxo ou verde.